# Буга аль-Кабир
Буга аль-Кабир, Буга Старший (араб. بوقا الكبير‎; род. ок. 775 — ум. между 2 и 30 августа 862) — тюркский военачальник на службе у правителей Аббасидского халифата. Один из основных участников подавления восстания хуррамитов Бабека. Занимая пост наместника Армении, разгромил восстание против Халифата в Закавказье. Является персонажем армянского эпоса «Давид Сасунский».

## Биография

### Происхождение
Буга аль-Кабир происходил из тюрок, возможно, из хазар.
Согласно ас-Сули, Буга был среди тюрков, приобретенных в Хорасане. Вместе с сыновьями он попал на невольничий рынок, где его купил визирь аббасидского халифа аль-Мамуна аль-Фадль ибн Сахл, в 819/20 году брат Фадля ал-Хасан ибн Сахл перепродал Бугу будущему халифу аль-Мутасиму:
«Аль-Фадль ибн Сахл завладел им, но (Буга) сбежал от него. Гассан ибн Аббад [сахиб аль-харас Хорасана, наместник] поймал его и подверг 900 ударам кнутом. Затем аль-Мутасим приобрел его в 204 г. хиджры (819/20), купив его и его сыновей у аль-Хасана ибн Сахля за десять тысяч дирхамов».
Предположительная идентификация Буги как хазара, хотя он не носил нисбу ал-Хазари, а назывался ат-Турки, основана на характерной детали из грузинских источников. Данлоп и Маркварт отметили со ссылкой на «Летопись Картли», что хазары названы соотечественниками Буги. В тексте Летописи Картли действительно есть место, которое с грузинского можно перевести так: «Когда Амир-Мумн узнал, что он ведет переговоры со своими соплеменниками — хазарами, приказал Буга оставить Картли [Хумеду], сыну Халила». П. Голден согласен с таким переводом термина как соотечественники, члены клана. М. Шабан также предполагал, что Буга был из хазар: «Присутствие хазаров в армии даёт возможность полагать, что люди вроде Буги, Ермеша, Васифа и Итаха были хазарами». По мнению М. Гордона, этому «нет никаких подтверждений».

### Подавление восстания Бабека
Впервые Буга упоминается в источниках в 825 году. Следующее упоминание относится к 835 году, когда  он возглавил подавление восстания иранских хуррамитов Бабека.
По сообщениям ат-Табари и Ибн аль-Асира, Буга столкнулся с бабекитами в одном из первых боёв мятежников и халифата в районе Аршак. Халиф отправил наместнику провинции афшину Хайдару ибн Кавусу караван с деньгами. Этот караван вёл Буга аль-Кабир. Когда о караване услышал Бабек, он решил захватить его во время перехода из Ардебиля в Дербент. Но когда Хайдар прознал об этом, он отправил Бугу с пустым караваном в Берзенд, деньги оставив в Ардебиле, а сам привёл свои войска к Хущу и расположился там лагерем. Отряды Бабека рассеяли отряд охраны каравана, а затем переоделись в одежду местных воинов арабов и направились к крепости, после чего начали осаду. Но сразу после этого конница халифата ударила им в тыл и перебила всех пеших воинов Бабека.
В следующем году Бабек и его люди взяли реванш и нанесли поражение армии Буги близ Хаштадсара. По замыслу халифа, хазарин должен был обойти Хаштадсар и занять позицию в окопах. А основные силы халифата направились в Дарваз, где в срочном порядке шла подготовка к обороне. Но Буга ослушался Хайдара и начал боевые действия против повстанцев. Он обошёл Хаштадсар и направился в поселение Баз, где провёл сутки. Здесь бабекиты разбили его отряд в тысячу человек, захватили обоз и множество пленных. После этого свою кампанию начал и Хайдар, который начал наступление против бабекитов с двух позиций. Но при этом Буга, вновь назначенный командующим хаштадсарскими частями, не смог помочь Хайдару из-за холода и сильного ветра. Тогда Хайдар начал действовать самостоятельно и напал на Бабека, разбил его армию и обратил в бегство. После этого Буга выдвинул свои войска, но затем узнал, что Хайдар отступил, что вызвало панику в его войсках. По словам ат-Табари, «ими овладел сильный упадок духа и страх, и они были вынуждены побросать оружие», хотя против них выступило меньше сотни бабекитов. Тогда Буга отвёл совершенно деморализованные части на гору, где они расположились на ночлег, но были атакованы с другой стороны и полностью разбиты. Войска Бабека разграбили лагерь, взяв «много оружия и денег».
После этого поражения войска халифата удалились на зимовку. Весной боевые действия возобновились. Арабы пытались отбить Баз, но бабекиты постоянно отражали нападения врага. Но в дальнейшем, стянув все войска, арабы всё же обложили город. Несмотря на отчаянное сопротивление повстанцев, крепость вскоре пала.

### Дальнейшая служба
В том же 835 году или уже в 836 году Буга участвовал во вторжении арабской армии в Картли, которое последовало за двумя византийскими нападениями на земли Абхазии, но его отбил абхазский царь Димитрий II. В 838 году Буга принял участие в Аморийском походе аль-Мутасим Биллаха, являясь командующим арьергарда. В дальнейшем халиф назначил его на должность камергера. В 844—845 годах Буга принял участие в подавлении восстания арабских племён в Центральной Аравии.

### Борьба с армянами и восстанием на Кавказе
В 852 году Буга был назначен наместником провинции Арминия. Во главе огромного войска халиф  аль-Мутаваккиль приказал ему ликвидировать тотальный мятеж, в котором от центра отделились не только  армянские князья, но и арабские наместники. Первым делом Буга нанёс поражение эмиру Эрзена и Балиса Мусе ибн Зурару, который выступал против халифа вместе с армянами. Эмир был схвачен, заключён в цепи и доставлен в Самарру. После этого Буга двинул армию против армянина и вассала аббасидских халифов Ашота Арцуруни. Буга разбил противника, взял его в плен и, как и Мусу, отправил в Самарру, где его принародно казнили. 
Разгромив мятежников области Васпуракан и озера Ван, Буга двинулся на север, где нанёс поражение восставшим в Двине, Иберии и Албании. Попутно он разбил отложившегося эмира Тифлиса Исхака ибн Исмаила и 5 августа 853 года разграбил и сжёг его столицу. После этого на Бугу попытался напасть абхазский царь, но потерпел поражение и отступил в сторону Алании. Преследуя его, зимой 853/854 года Буга двинулся к Аланским воротам, путь к которым лежал через владения славящегося своей воинственностью и непокорностью горного племени  санарийцев в Кахетии. С призывом о помощи горцы обратились к нескольким владетелям, в том числе к хазарам. Дальнейшее не вполне ясно из-за фрагментарности свидетельств. Источники говорят об упорной, но безуспешной попытке арабов разбить санарийцев (по сообщению Товмы Арцруни, между ними произошло 19 сражений), и сообщают, что Буга не смог попасть в Аланию из-за обильного снегопада и падежа коней, который поразил арабское войско. Однако, возможно, Буга всё же перешёл Кавказ. Лаконичная запись в «Хронике Ширвана и Дербенда» утверждает, что Буга победил хазар и алан и взял с них джизью. Этот же источник сообщает, что одновременно набег на хазарские владения предпринял арабский наместник Дербента. Летопись Картли и Белазури, ничего не говорят о самом арабо-хазарском столкновении, но сообщают под следующим, 854/855 годом, что Буга привёл с собой 100 семей алан и 300 семей хазар-мусульман. Хазары были поселены в городе Шамкор. Закончив усмирение мятежников, в 855/856 году Буга вернулся в Самарру. Халиф поспешил отозвать его, так как опасался, что он может сговориться с соплеменниками.

### Анархия в Самарре
После разгрома повстанцев халиф отправил Бугу на границу с Византией, где он сражался в 857—858 годах. Здесь военачальник отличился в сражениях и остался на следующие несколько лет. Из-за этого Буга аль-Кабир отсутствовал в Самарре во время убийства халифа, но сразу же вернулся в город, когда узнал о произошедшем. При этом группу тюрков-охранников халифа возглавлял Муса, сын Буги. Он же возглавил свержение халифа, что показало возросшую роль тюрков в халифате. После смерти наследника аль-Мутаваккиль Алаллаха, аль-Мунтасир Биллаха аль-Кабир и другие тюркские военачальники собрались во дворце Харуна ар-Рашида. Присутствовали Буга, его тёзка Буга Младший (они не были родственниками) и ещё один тюрок по имени Багир. Под угрозой расправы они заставили остальных пообещать признать своего назначенца новым халифом, что фактически являлось путчем, поскольку власть находилась в руках небольшой группы воинов. Они понимали, что не могли назначить кого-то из сыновей аль-Мутаваккиль Алаллаха, поскольку они убили их отца. Первоначально группа хотела назначить кого-то слабого, чтобы руководить им как марионеткой, но Буга аль-Кабир настоял на обратном, резонно заметив, что необходим сильный правитель, поскольку при слабом гулямы будут противостоять друг другу. Тогда они выбрали в качестве преемника почившего халифа его внука Ахмада аль-Мусаин Биллаха
Благодарный халиф назначил визирем Утамиша, племянника Буги. Он стал первым и единственным тюрком во главе визиерата в Аббасидском халифате. Это назначение было попыткой тюрок заполучить контроль над всей административной структурой государства. Но Утамишу пришлось во многом полагаться на араба Ахмеда ибн аль-Хасиба, вероятно, из-за своей неграмотности. Следом тюрки организовали официальную церемонию вступления нового халифа в должность, которую пытались сорвать 50 всадников, но охрана оттеснила их. Через несколько месяцев после этого события, в августе 862 года (в месяце джумаде II 248 г. хиджры) Буга аль-Кабир скончался. По сообщениям хронистов, ему было «90 лунных лет». 
Сыновья Буги: Муса, Мухаммад и Кайгалаг, в свою очередь, тоже поднялись до высших придворных и военных должностей в Самарре.

## В культуре
Противостояние Буги аль-Кабира и армян отражено в армянском героическом эпосе «Давид Сасунский», где хазарин предстаёт в образе Батмана Була, защитника Мсра Мелика.
Буга аль-Кабир (под именем Буга аль-Турки) представлен в компьютерной игре Crusader Kings III. На момент старта игры он уже мёртв, но его сын Муса Бугаоглу является играбельным персонажем и правит шейхством Керманшах.